# Efecto de oposición

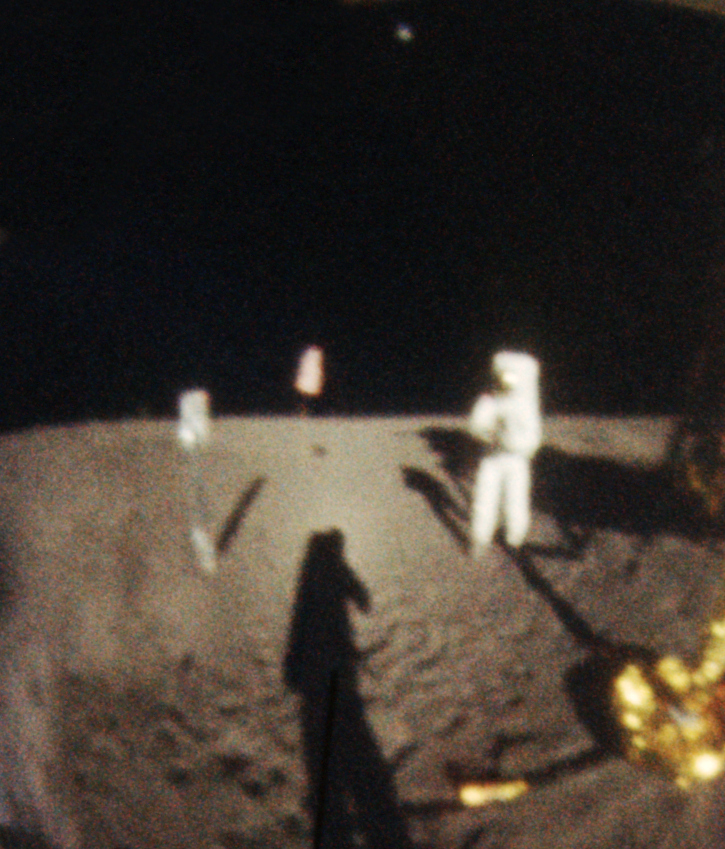
El efecto de oposición refuerza la iluminación del área alrededor de la sombra de Buzz Aldrin, debido a las propiedades de reflectancia del suelo lunar, en combinación con las posiciones relativas de la fuente de luz, el observador y el punto observado.

El efecto de oposición (a veces conocido como el pico de oposición o efecto Seeliger) consiste en el aumento del brillo reflejado por una superficie rugosa (o por un objeto con muchas partículas), cuando se ilumina directamente desde detrás del observador. El término es más ampliamente utilizado en astronomía, donde por lo general se refiere a un notable aumento repentino en el brillo de un cuerpo como un planeta, la luna, o un cometa cuando su ángulo de fase de observación se aproxima a cero. Se llama así porque la luz reflejada desde cuerpos como los anillos de Saturno, Marte o la Luna los hace aparecer significativamente más brillantes de lo esperable de acuerdo con su reflectancia de Lambert cuando se hallan en oposición astronómica con respecto a la Tierra. Se han propuesto dos mecanismos físicos para explicar este fenómeno óptico: la ocultación de las sombras y la retrodispersión coherente.

## Conceptos generales
El ángulo de fase se define como el ángulo entre el observador, el objeto observado y la fuente de luz. En el caso del sistema solar, la fuente de luz es el Sol, y el observador está situado en la Tierra. Cuando el ángulo de fase es cero, el Sol está directamente detrás del observador y el objeto está directamente delante, totalmente iluminado.
A medida que el ángulo de fase de un objeto iluminado por el Sol disminuye (es decir, se acercan a estar alineados), el brillo del objeto aumenta rápidamente. Esto se debe principalmente a la mayor área iluminada, pero también se debe en parte al brillo intrínseco de la parte que está iluminada por el Sol. Esto se ve afectado por factores tales como el ángulo en el que se observa la luz reflejada desde el objeto. Por esta razón, una luna llena es más de dos veces tan brillante como la luna en la primera o en la tercera semanas, aunque el área visible iluminada parece ser exactamente dos veces más grande. Esto se debe a que cuando se produce la luna llena, la dirección de luz del Sol con respecto a la superficie lunar que se contempla desde la Tierra, presenta su máxima verticalidad, por lo que las sombras arrojadas por el relieve lunar se reducen al máximo, incrementando el brillo conjunto de la Luna.

## Mecanismos físicos

### Ocultación de las sombras
Cuando el ángulo de reflexión está próximo al ángulo en el que los rayos de luz inciden sobre la superficie (es decir, cuando el sol y el objeto están cerca de la configuración desde el punto de vista del observador denominada oposición), este brillo intrínseco suele estar cerca de su máximo. En un ángulo de fase de cero grados, todas las sombras desaparecen y el objeto está completamente iluminado. Cuando los ángulos de fase se acercan a cero, se produce un aumento repentino del brillo aparente, y este aumento repentino se conoce como el pico de oposición.
El efecto es particularmente pronunciado en las superficies de regolito de los cuerpos sin atmósfera del sistema solar. La causa principal habitual del efecto es que los pequeños poros y grietas de una superficie, que de otra manera estarían a la sombra con otros ángulos de incidencia, se iluminan cuando el observador está casi en la misma línea que la fuente de iluminación. El efecto es generalmente solo visible para un rango muy pequeño de ángulos de fase cercanos a cero. Para los cuerpos cuyas propiedades de reflectancia han sido estudiadas cuantitativamente, los detalles del efecto de oposición -su fuerza y extensión angular- son descritos por los dos parámetros de Hapke. En el caso de los anillos planetarios (como los anillos de Saturno), el pico de oposición se debe a la reducción de las sombras sobre las partículas del anillo. Esta explicación fue propuesta por primera vez por Hugo von Seeliger en 1887.

### Retrodispersión coherente
Existe una teoría para explicar un efecto adicional que aumenta el brillo durante la oposición, denominada retrodispersión coherente. Cuando se produce este fenómeno, la luz reflejada se realza en ángulos de fase pequeños si el tamaño de las partículas dispersoras en la superficie del cuerpo es comparable a la longitud de onda de la luz; y la distancia entre las partículas de dispersión es mayor que una longitud de onda. El aumento de brillo se debe a que la luz reflejada se combina coherentemente con la luz emitida, reforzando el brillo conjunto.
También se han observado fenómenos de retrodispersión coherentes con radar. En particular, las observaciones de Titán con ondas de 2,2 cm de la nave Cassini han demostrado que es necesario considerar un fuerte efecto de retrodispersión coherente para explicar los altos albedos obtenidos correspondientes a las longitudes de onda del radar.

## Ejemplos en el Sistema Solar

### Anillos de Saturno. Efecto Seeliger

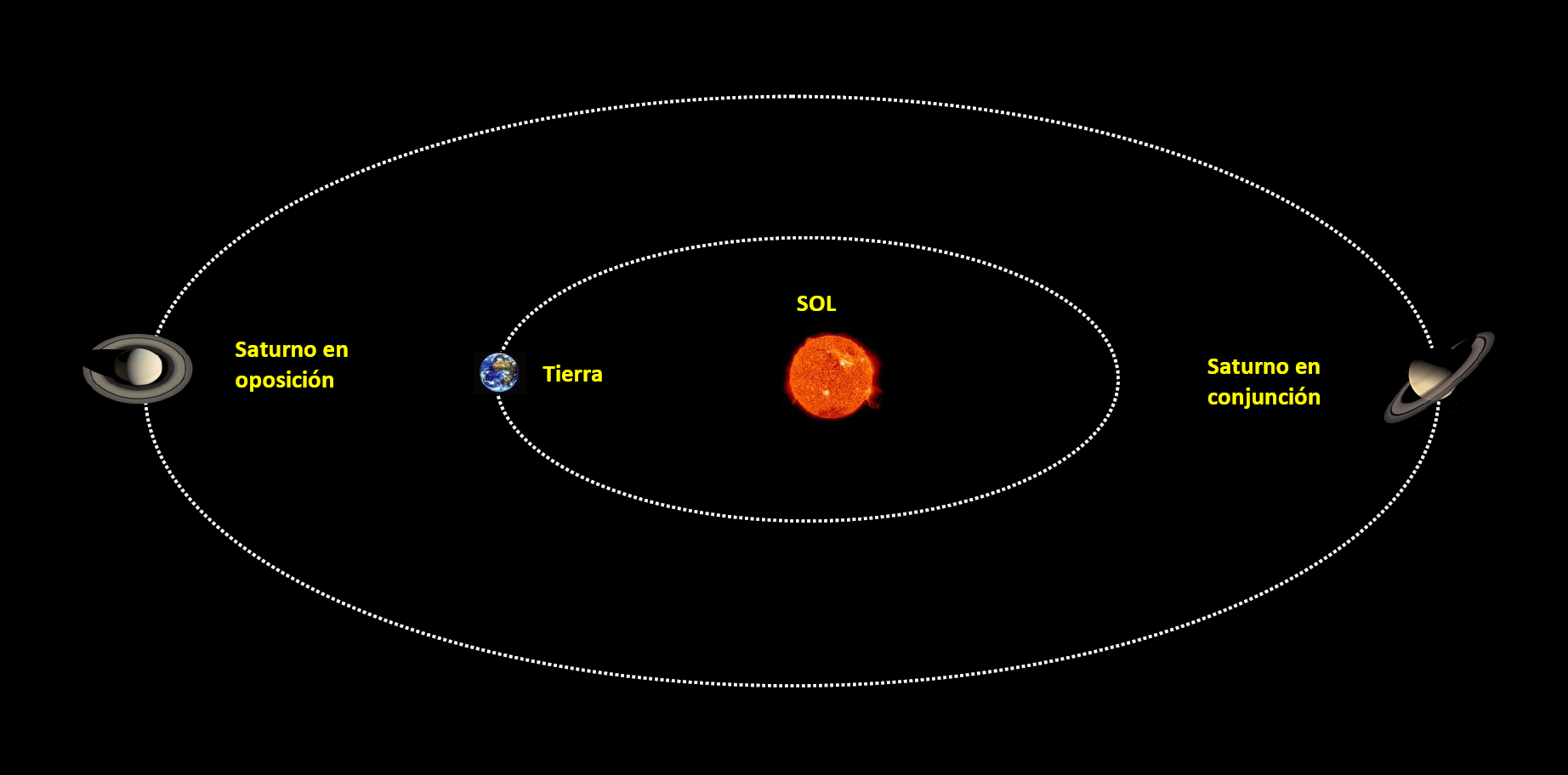
El Efecto Seeliger se aprecia como un incremento del brillo de los anillos de Saturno cuando el planeta se halla en oposición con respecto a la Tierra.

El efecto del incremento del brillo de los anillos de Saturno cuando se encuentra en oposición con respecto a la Tierra ya era conocido prácticamente desde la época de Giovanni Cassini (1625-1712), pero se desconocían sus causas. James Clerk Maxwell (1831-1879) publicó en 1859 un ensayo sobre la estabilidad de los anillos del planeta, formulando la hipótesis de que tenían que estar formados por pequeñas partículas.
Apoyándose en esta hipótesis, el astrónomo alemán Hugo von Seeliger (1849-1924) postuló en 1887 que el efecto del incremento de brillo durante la oposición de Saturno con respecto a la Tierra era debido a la minimización de la sombra propia de las partículas que forman los anillos, favorablemente iluminadas para un observador situado en la Tierra cuando se encuentran en la citada fase de oposición. Un hecho que refuerza esta idea es que la apariencia del propio planeta Saturno no sufre este efecto, debido a que su superficie visible se corresponde con la de la esfera ocupada por su densa atmósfera, sobre la que la luz solar se refleja casi de forma perfectamente homogénea, independientemente de su posición con respecto a la Tierra. De hecho, planetas con una densa atmósfera (como Venus) no presentan este fenómeno, que sí se produce con Marte (con una atmósfera mucho más tenue, y una superficie accidentada).

### La Luna
En el caso de la Luna, BJ Buratti ha sugerido que su brillo aumenta un 40% entre un ángulo de fase de 4° y uno de 0°, y que este aumento es mayor para las superficies más rugosas de las zonas escarpadas que en las zonas relativamente suaves de la superficie de la Luna. En cuanto al mecanismo principal del fenómeno, las mediciones indican que el efecto de oposición exhibe solamente una pequeña dependencia de la longitud de onda: el aumento es de un 3-4% mayor en 0.41 μm que en 1.00 μm. Este resultado sugiere que la causa principal del aumento de brillo durante la oposición lunar es el efecto de ocultación de las sombras, más que un fenómeno de retrodispersión coherente.

### Asteroides
La existencia del fenómeno de oposición fue descrito en 1956 por Tom Gehrels durante su estudio de la luz reflejada por un asteroide. Los estudios posteriores de Gehrels demostraron que el mismo efecto podía ser mostrado en el brillo de la Luna. Fue Gehrels quien acuñó el término "efecto de oposición" para este fenómeno, aunque la expresión "pico por oposición", más intuitivo, es ahora más ampliamente utilizado.
Desde los primeros estudios de Gehrels, se ha observado el aumento de brillo por oposición en la mayoría de los cuerpos del sistema solar sin atmósfera. En cambio, no se ha detectado tal aumento para cuerpos con atmósferas significativas.